# ISS-Expedition 21
ISS-Expedition 21 ist die Missionsbezeichnung für die 21. Langzeitbesatzung der Internationalen Raumstation (ISS). Die Mannschaft lebte und arbeitete vom 11. Oktober bis 1. Dezember 2009 an Bord der ISS.

## Mannschaft
Am 21. November 2008 gab die NASA die offizielle Besatzung der ISS-Expedition 21 bekannt:
- Frank De Winne (2. Raumflug), Kommandant (Belgien/ESA) (Sojus TMA-15)
- Roman Jurjewitsch Romanenko (1. Raumflug), Bordingenieur (Russland/Roskosmos) (Sojus TMA-15)
- Robert Thirsk (2. Raumflug), Bordingenieur (Kanada/CSA) (Sojus TMA-15)
- Jeffrey Williams (3. Raumflug), Bordingenieur (USA/NASA) (Sojus TMA-16)
- Maxim Surajew (1. Raumflug), Bordingenieur (Russland/Roskosmos) (Sojus TMA-16)
- Nicole Stott (1. Raumflug), Bordingenieurin (USA/NASA) (STS-128 – STS-129)[2]

### Ersatzmannschaft
Seit Expedition 20 wird wegen des permanenten Trainings für die Sechs-Personen-Besatzungen keine offizielle Ersatzmannschaft mehr bekanntgegeben. Inoffiziell gelten die Backup-Crews der Zubringerraumschiffe (siehe dort) als Ersatzmannschaft. In der Regel kommen diese dann jeweils zwei Missionen später selbst zum Einsatz.

## Missionsverlauf
Mit der Ankunft von Williams und Surajew mit Sojus TMA-16 im Oktober 2009 begann die ISS-Expedition 21. Sojus TMA-16 war neben Sojus TMA-15 als zweite Rettungskapsel (für jeweils drei Personen) ständig an der ISS angedockt.
De Winne, Romanenko und Thirsk waren bereits ab Mai 2009 an Bord und Mitglieder der ISS-Expedition 20. Sie wechselten mit der Ankunft von Sojus TMA-16 zur ISS-Expedition 21.
Stott kam im August 2009 mit der Space-Shuttle-Mission STS-128 an Bord und wechselte ebenfalls im Oktober 2009 von der Expedition 20 zur Expedition 21. Sie kehrte im November 2009 mit der Space-Shuttle-Mission STS-129 zur Erde zurück.
Das Ende der ISS-Expedition 21 und der Beginn der ISS-Expedition 22 war am 1. Dezember 2009. Zu diesem Zeitpunkt kehrten De Winne, Romanenko und Thirsk mit dem Raumschiff Sojus TMA-15 zur Erde zurück. Im Dezember 2009 wurden drei neue Besatzungsmitglieder mit Sojus TMA-17 zur ISS transportiert.